# Trifolium patulum
Trifolium patulum là một loài thực vật có hoa trong họ Đậu. Loài này được Tausch miêu tả khoa học đầu tiên.